# Ратуша (Ротенбург-об-дер-Таубер)
Ратуша — здание в Ротенбурге, предназначенное для работы городских властей. Было построено во времена средневековья.
Готическая часть ратуши в Ротенбурге была построена в 1250 году. Строение в стиле эпохи Возрождения, которое примыкает к ней, начало строиться в 1572 году, завершено строительство было в 1578 году.
Возобновление строительных работ стало необходимым из-за пожара, который уничтожил часть здания, построенную когда-то в готическом стиле. Новая пристройка была выполнена в совсем в другом стиле, но при этом образовывала единый ансамбль с оставшейся готической частью здания. Со стороны рыночной площади к зданию были пристроены аркады и широкая наружная лестница.
Высота башни составляет почти 61 метр. На ней расположена смотровая площадка, с которой открывается вид на весь город. Ратуша расположена на Рыночной площади. В городе существует традиция, согласно которой, вечером на Рыночной площади у ратуши появляется смотритель с фонарем, и делает обход территории, параллельно рассказывая городские легенды.
На смотровую площадку здания можно попасть, воспользовавшись винтовой лестницей. Смотровая площадка открыта с 9:30 до 12:30 и с 13:00 до 17:00. Можно увидеть панораму города и долину реки Таубер.
В связи с тем, что здание ратуши несколько раз перестраивалось, в нём сочетается сразу несколько стилей — готика, ренессанс, барокко. В подвале ратуши есть темницы, которые были построены также во времена средневековья. Они служили местом заточения для местных граждан, если те совершали какие-то проступки. Осмотреть эту достопримечательность можно с 09:00 до 18:00.
Эркер ратуши выполнен в стиле ренессанс. Ратуша украшена барочной аркадой. Ренессансную часть здания спроектировал Якоб Вольф.
На ратуше расположены механические часы, которые несколько раз в день при помощи фигурок рассказывают о легенде-подвиге бургомистра Нуша. Согласно преданию, когда в 1631 году Ротенбург был захвачен войсками фельдмаршала Тилли, он хотел разграбить город, а городской совет — казнить. Ему предложили кубок, в котором помещалось три с четвертью литра вина. Тилли пообещал, что пощадит город, если найдется тот, кто сможет опустошить кубок за один раз. На помощь пришел бургомистр Нуш, который смог это сделать и тем самым спас город.